# Fryderyk IV (książę Saksonii-Gothy-Altenburga)
Fryderyk IV (ur. 28 listopada 1774 w Gocie, zm. 11 lutego 1825 tamże) – książę Saksonii-Gothy-Altenburga. Pochodził z rodu Wettynów.
Syn Ernesta II (księcia Saksonii-Gothy-Altenburga) i księżniczki Charlotty z Saksonii-Meiningen.